# Eix de l'Exposició de 1929 a Montjuïc
L'eix de l'Exposició de 1929 a Montjuïc és un conjunt monumental situat entre la plaça d'Espanya i el Palau Nacional, a la muntanya de Montjuïc de Barcelona, catalogat com a Bé Cultural d'Interès Local. Realitzat com a eix principal del recinte de l'Exposició Internacional de 1929, comprèn un conjunt d'elements arquitectònics (escalinates, jardins i un mirador), i ornamentals (fonts, cascades i escultures), situat al llarg de la plaça d'Espanya, l'avinguda de la Reina Maria Cristina, les places de Carles Buïgas, Josep Puig i Cadafalch i de les Cascades, el passeig de Jean C. N. Forestier i el mirador del Palau. Obra dels arquitectes Josep Puig i Cadafalch i Guillem Busquets i de l'enginyer Carles Buïgas, en la decoració escultòrica van treballar diversos artistes, com Josep Llimona, Frederic Marès i Antoni Parera.

## Història i descripció

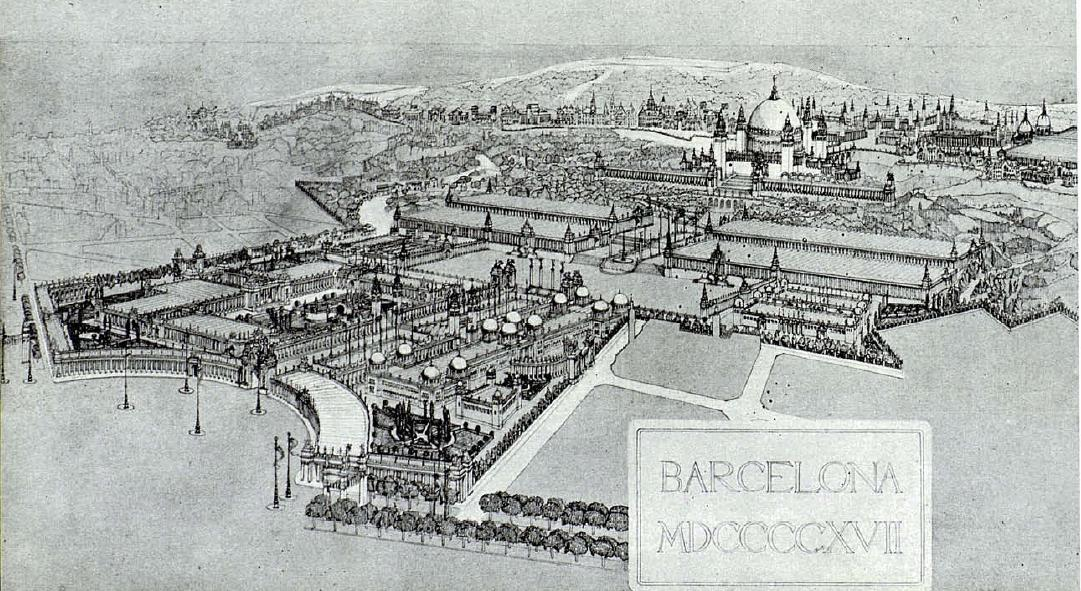
Projecte d'urbanització de Montjuïc de Puig i Cadafalch (1917)

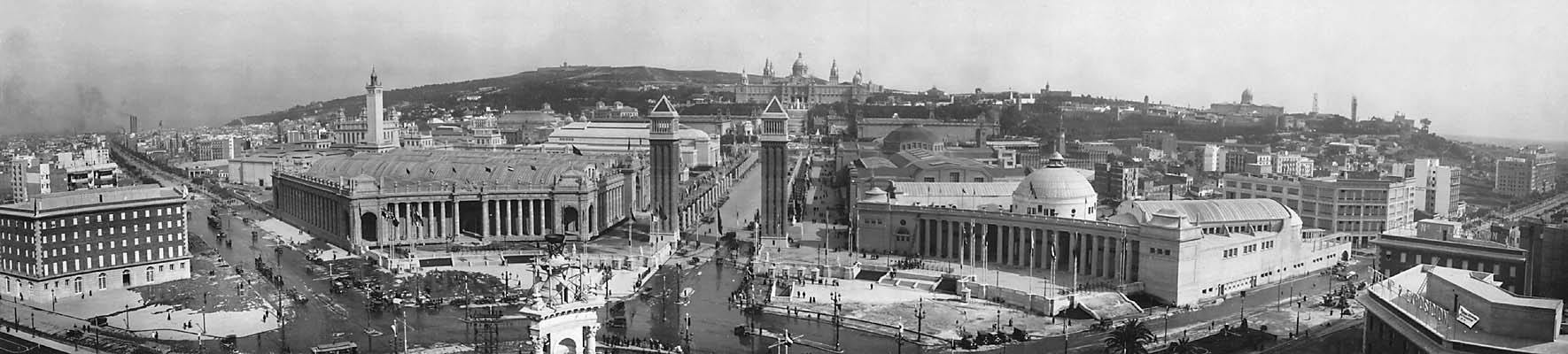
Recinte de l'Exposició

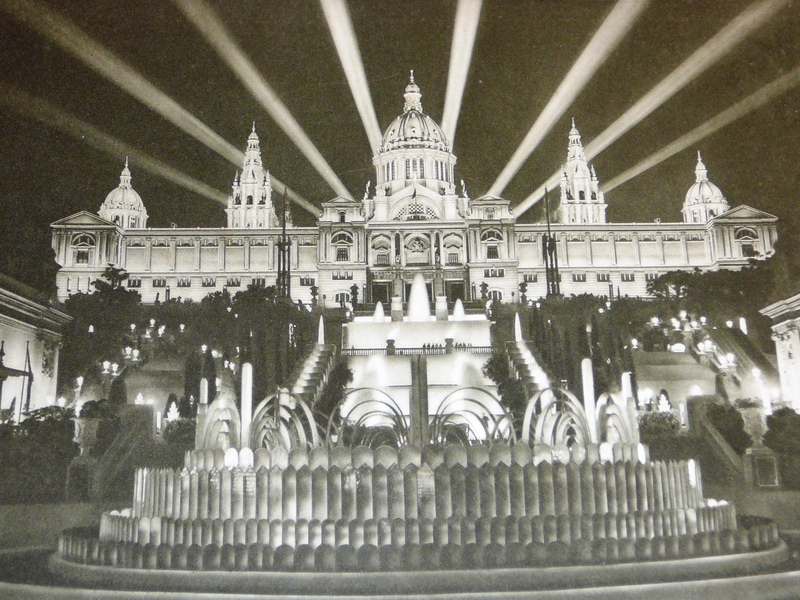
Vista del Palau Nacional (1929)

A Barcelona es guardava un grat record de l'Exposició Universal de 1888, que va suposar un gran avanç per a la ciutat en el terreny econòmic i urbanístic, així com la creació del parc de la Ciutadella. Per això es va projectar una nova exposició per a donar a conèixer els avenços tecnològics i projectar la imatge de la indústria catalana en l'exterior. La idea va començar a gestar-se el 1905, promoguda per l'arquitecte Josep Puig i Cadafalch, com una forma de dur a terme el nou Pla d'Enllaços de Léon Jaussely. El 1915 es va presentar un primer avantprojecte, a càrrec de Puig i Cadafalch i Guillem Busquets. Prevista inicialment per 1917, es va retardar a causa de la Primera Guerra Mundial; tot i així, aquell any van començar els treballs d'urbanització de la muntanya de Montjuïc, a càrrec de l'enginyer Marià Rubió i Bellver, amb un projecte d'enjardinament de Jean-Claude Nicolas Forestier, que va comptar amb la col·laboració de Nicolau Maria Rubió i Tudurí. Es va construir un funicular per accedir fins a dalt de la muntanya, així com un transbordador aeri per accedir a la mateixa des del port de Barcelona. Les obres es van finalitzar en la seva major part el 1923, encara que la instauració aquell any de la dictadura de Primo de Rivera va postergar la celebració de l'esdeveniment, que finalment es va produir el 1929, coincidint amb l'Exposició Iberoamericana de Sevilla. El director de les obres en el seu tram final va ser Pere Domènech i Roura, ja que Puig i Cadafalch va ser relegat per la dictadura a causa de la seva filiació catalanista. L'Exposició va ser inaugurada pel rei Alfons XIII el 19 de maig de 1929, i va tenir lloc del 20 de maig de 1929 al 15 de gener de 1930, amb un cost de 130 milions de pessetes.
El recinte, de 118 ha, començava a la plaça d'Espanya, on es van construir quatre grans hotels per als visitants, passant per l'avinguda d'Amèrica (actual avinguda de la Reina Maria Cristina), on se situaven els grans edificis, fins al peu de la muntanya, on es va situar la Font Màgica, flanquejada pels palaus d'Alfons XIII i Victòria Eugènia; d'aquí partia una escalinata que conduïa al Palau Nacional, l'obra més monumental de l'Exposició. L'avinguda de la Reina Maria Cristina es va decorar amb brolladors d'aigua i columnes de vidre il·luminades per llum elèctrica, obra de Carles Buïgas, que van causar una gran sensació. A banda i banda de l'avinguda es trobaven els edificis principals de l'Exposició: el Palau del Vestit, el Palau de Comunicacions i Transports i el Palau de la Metal·lúrgia, Electricitat i Força Motriu; aquest conjunt arquitectònic constitueix actualment la Fira de Barcelona. Al costat de l'avinguda es trobava la plaça de la Mecànica (actualment de l'Univers), al centre de la qual se situava la Torre de la Llum, una font lluminosa (Jardí d'Aigua-Llum), obra de Buïgas, i l'escultura El forjador, de Josep Llimona.
A l'emplaçament de la Font Màgica es van construir en primer lloc quatre columnes d'estil jònic que simbolitzaven la bandera catalana, obra de Puig i Cadafalch, però el dictador Primo de Rivera les va manar enderrocar per la seva vinculació al catalanisme. Amb el restabliment de la democràcia van sorgir diverses veus que proposaven reconstruir les columnes, projecte que es va dur a terme entre 2010 i 2011 per l'equip d'arquitectes Rosselló-Sangenís, una mica més amunt del seu emplaçament original.
A més del recinte firal, la mostra va deixar nombrosos edificis i instal·lacions, alguns dels quals s'han convertit en emblemes de la ciutat, com el Palau Nacional, la Font Màgica, el Teatre Grec, el Poble Espanyol i l'Estadi Olímpic. L'Exposició va suposar un gran desenvolupament urbanístic per a Barcelona, així com la consolidació del noucentisme, un estil artístic de caràcter classicista que va substituir al modernisme preponderant a Catalunya durant la transició de segle; a més, va suposar la introducció dels corrents d'avantguarda internacionals, especialment el racionalisme, a través del Pavelló d'Alemanya de Ludwig Mies van der Rohe.

## Elements ornamentals
L'eix va ser decorat amb nombroses escultures, relleus, fonts i elements ornamentals, com a gerros i balustrades, a més de les cascades d'aigua i els elements de jardineria. No obstant això, una bona part de les escultures, la majoria d'aire clàssic i que representaven guerrers, nimfes o personatges mitològics, van ser retirades en els anys 1980 a causa del seu mal estat de conservació. Els elements que encara es conserven en el seu emplaçament original són: 
| Nom                               | Autor                                                                                                 | Material                      | Dimensions                                                              | Descripció | Foto |
| --------------------------------- | --- | ----------------------------- | ----------------------------------------------------------------------- | --- | ---- |
| Font de la plaça d'Espanya        | Josep Maria Jujol (arquitectura), Miquel Blay, Frederic Llobet, Miquel Oslé i Llucià Oslé (escultura) | Pedra, marbre, ferro i bronze | 25 x 33 m                                                               | Al centre de la plaça es va col·locar una font monumental dissenyada per Josep Maria Jujol, amb una ornamentada decoració escultòrica obra de Miquel Blay, Frederic Llobet i els germans Miquel i Llucià Oslé. D'inspiració clàssica, el sentit iconogràfic de l'obra representa una al·legoria poètica a Espanya, segons el programa establert per Jujol. Sobre un estany de planta triangular se situa un edicle amb tres nínxols amb grups escultòrics que simbolitzen els rius que desemboquen als tres mars que rodegen la península Ibèrica: l'Ebre per a la mar Mediterrània, el Guadalquivir i el Tajo per a l'oceà Atlàntic i unes figures d'adolescents per als rius de la mar Cantàbrica, tots ells obra de Blay. Als vèrtexs de l'estany es troben tres grups que representen els fruits i dons de les aigües: l'Abundància, la Salut Pública i la Navegació, obra dels germans Oslé. Al voltant del cos central es troben tres columnes corínties amb diverses figures i emblemes que simbolitzen la Religió (una creu amb Ramon Llull, Santa Teresa de Jesús i Sant Ignasi de Loiola), l'Heroisme (una espasa amb Don Pelai, Jaume I d'Aragó i Isabel la Catòlica), i les Arts (un llibre amb Ausiàs March i Miguel de Cervantes), tot dissenyat per Jujol. Remata l'obra un peveter de foc amb tres Victòries, obra en bronze de l'escultor Frederic Llobet. Per altra banda, al peu del monument se situen sis cartel·les amb la inscripció en llatí Senatus Populusque Barcinonensis (Senat i Poble de Barcelona), en imitació del SPQR romà. |      |
| Dona amb nen                      | Carles Ridaura                                                                                        | Pedra                         | 2,64 x 0,60 x 0,60 m                                                    | Formava part d'un conjunt de quatre escultures situat en una balustrada als peus de les torres venecianes de la plaça d'Espanya, que incloïa les Arts i la Indústria de Ridaura, el Comerç d'Enric Monjo i l'Esport de Josep Viladomat. Aquesta balustrada va ser eliminada en els anys 1970 durant una reurbanització de la plaça a causa de les obres del metro, i al costat d'ella van desaparèixer les estàtues; tan sols es va conservar una, la de les Arts —també anomenada Dona amb nen—, traslladada el 1985 a un lloc proper, en l'avinguda del Paral·lel prop de la cantonada amb el carrer de Lleida. És una obra realista, que més sembla representar una maternitat que una al·legoria de l'art. |      |
| El forjador                       | Josep Llimona                                                                                         | Bronze                        | 2,60 x 0,86 x 0,86 m                                                    | Situada a la plaça de l'Univers, aquesta obra es va elaborar partint d'un original de 1914, del que es va efectuar també un model en pedra que es va situar en la plaça de Catalunya, dins d'un conjunt d'escultures col·locat també per a la celebració de l'Exposició. Aquesta peça es va col·locar ja el 1930, durant el transcurs del certamen, com a homenatge als treballadors de l'Exposició. També hi ha una altra rèplica en bronze en el vestíbul de l'Escola del Treball. L'estàtua representa un obrer amb el pit nu i un davantal que li cobreix la part inferior del cos, i que sosté a les seves mans un martell i un cisell. L'estil donat a la figura és naturalista, amb una clara influència de l'escultor belga Constantin Meunier. |      |
| Relleus de la plaça Carles Buïgas | Antoni Parera                                                                                         | Pedra arenisca                | 1,15 x 4,04 x 0,11 m (meridional), 1,12 x 3,98 x 0,10 m (septentrional) | En les parets laterals de les escales que condueixen a la Font Màgica es van col·locar dos relleus al·legòrics de les glòries, amb una complexa iconografia que al·ludeix a la història mediterrània i catalana, connectant el passat amb el present, a través de diverses figures al·legòriques: el comerç, la navegació, la indústria, el coneixement científic, el pensament, el treball, la llum de la veritat i de la ciència, el llorer de la victòria i l'alada Iris, missatgera dels déus. |      |
| Font Màgica de Montjuïc           | Carles Buïgas                                                                                         | Pedra, aigua, so i llum       | 5,75 x 75,62 x 60,07 m                                                  | Entre la Plaça d'Espanya i el Palau Nacional es va col·locar la font màgica de Montjuïc, obra de Carles Buïgas, que va admirar al públic pel seu fantàstic joc de llums i brolladors d'aigua. Encara avui és una obra emblemàtica de la capital catalana, on solen celebrar-se espectacles piromusicals en les festes de la Mercè. És de forma el·líptica, formada per tres estanys concèntrics a distints nivells, amb 65 m de diàmetre en la seva part més ampla. Té trenta jocs d'aigua diferents, amb les seves corresponents coloracions graduals, basades en cinc colors: groc, blau, verd, vermell i blanc. El seu motor de cinc bombes i 1.100 cavalls de potència fa brollar 2.600 litres d'aigua per segon. Pels jocs de llums en moviment va ser una obra precursora de l'art cinètic, tot i que en aquell moment se l'anomenà «lumiartècnica». |      |
| El Matí                           | Georg Kolbe                                                                                           | Bronze                        | 1,63 x 0,87 x 0,75                                                      | Aquesta escultura està situada en el Pavelló d'Alemanya, obra de Ludwig Mies van der Rohe, un dels edificis més celebrats de l'Exposició que, tot i que va ser enderrocat després de la mateixa, va ser reconstruït el 1986, data en què es va col·locar novament l'escultura. Aquesta obra formava parella amb una altra del mateix escultor titulada Nit, realitzades ambdues per decorar una promoció d'habitatges subvencionada per la Companyia de Tramvies de Berlín el 1925. L'obra va agradar a Mies van der Rohe, qui la va escollir per al seu pavelló. Emmarcat en l'expressionisme, Kolbe tenia predilecció per la representació de la figura humana, característica derivada de la influència del seu principal referent, l'escultor francès Auguste Rodin. L'escultura és una representació al·legòrica del Matí, en forma de dona nua amb els braços alçats per protegir-se dels rajos del sol. Situada sobre una peanya, l'obra es troba en un estany la superfície del qual reflecteix la silueta de l'escultura, fet que emfatitza el conjunt. |      |
| Les Flors                         | Josep Llimona                                                                                         | Marbre                        | 3,65 x 2,06 x 2,22 m                                                    | A la plaça de Josep Puig i Cadafalch (anteriorment del Marquès de Foronda), passada la Font Màgica i les Quatre Columnes reconstruïdes el 2010, es van col·locar dues escultures de Josep Llimona, una a cada costat de la plaça i sobre uns alts pedestals. Les Flors és una figura femenina nua, asseguda amb un genoll recolzat en el sòl i l'altre sobre l'altra cama, amb els braços tancats sobre una espatlla sostenint unes flors. |      |
| Sedent                            | Josep Llimona                                                                                         | Merbre                        | 3,57 x 2,06 x 2,22                                                      | La segona de les figures de Llimona de la plaça d'accés a les escalinates del Palau Nacional és una altra figura femenina nua, també asseguda i amb el braç dret recolzat en la cama del mateix costat, mentre que l'esquerre es recolza en el podi sobre el qual s'asseu. Ambdues figures responen a models tractats per l'artista amb assiduïtat, que segueixen un cànon de bellesa d'aspecte mediterrani freqüentment conreat en aquesta època pels artistes noucentistes. |      |
| Silè ballant                      | Tallers Lena                                                                                          | Resina amb fibra de vidre     | 4,27 x 1,34 x 1,34 m                                                    | En les escalinates d'accés al Palau Nacional hi ha quatre escultures realitzades pels Tallers Lena, una empresa dedicada a la reproducció d'escultures clàssiques fundada per l'italià Alberto Lena. Les obres originals van ser substituïdes el 1992 per unes còpies realitzades en resina, obra de Salvador Mañosa. En aquesta obra es representa a Silè, un sàtir déu de l'embriaguesa, representat nu amb una fulla de parra al ventre, amb les cames creuades i un braç alçat, com en actitud de ballar. |      |
| Dorífor                           | Tallers Lena                                                                                          | Resina amb fibra de vidre     | 4,18 x 1,34 x 1,34 m                                                    | Al costat del Silè ballant, aquesta obra es troba a l'inici de l'escalinata, al costat d'una filera de xiprers paral·lela a les escales. Representa a un jove guerrer «portador de llança» (tal com significa dorífor en grec), nu i en posició de contrapposto, de complexió musculosa i aspecte serè i equilibrat, un fidel reflex del kouros clàssic grec. |      |
| Amazona                           | Tallers Lena                                                                                          | Resina amb fibra de vidre     | 3,99 x 1,34 x 1,34 m                                                    | Les altres dues figures, Amazona i Guerrer, es troben en el tram final de les escales, sobre la gran cascada que es precipita a l'estany de la plaça de les Cascades. Aquí es representa una dona guerrera, una amazona, recognoscible per la seva indumentària i la seva actitud bel·ligerant. |      |
| Guerrer                           | Tallers Lena                                                                                          | Resina amb fibra de vidre     | 4,33 x 1,34 x 1,34 m                                                    | El company de l'amazona és un altre guerrer, representat nu tot i que portant un escut i un casc, de complexió musculosa i detallada anatomia, situat en posició de contrapposto. |      |
| L'Aigua                           | Frederic Marès                                                                                        | Pedra                         | 3,29 x 3,70 x 1,98 m                                                    | Les dues últimes figures, situades en el mirador del Palau Nacional, són obra de Frederic Marès. Són al·legories de l'aigua i la terra, ambdues en posició sedent, de grans dimensions. L'Aigua és una figura masculina d'aspecte herculi, en forma de déu-riu recolzat sobre un gerro del que raja l'aigua, amb una actitud serena i paternal. |      |
| La Terra                          | Frederic Marès                                                                                        | Pedra                         | 3,45 x 3,82 x 1,98 m                                                    | La parella de l'anterior és la Terra, una figura femenina nua, amb un vel que li cobreix el ventre i que recull amb la mà esquerra a la seva esquena. Està reclinada sobre un jaç d'espigues, en una actitud igualment serena, una figura madura que reflecteix la seguretat de l'experiència, del cicle vital que representa. |      |